# Jorge Bartual
Jorge Bartual (Valencia, 18 de agosto de 1971) es un exfutbolista español.

## Trayectoria
Empezó jugando en el equipo de su colegio, el Don Bosco, donde pasó por alevín, infantil y juvenil. Ingresó a mitad de temporada 88/89 a las categorías inferiores del Valencia CF con 17 años, gracias a José Manuel Rielo que fue quién recomendó su fichaje. Realizó la pretemporada 89/90 con el primer equipo a las órdenes de Guus Hiddink.Jugó durante temporada y media en el Valencia sub-19 y en la campaña 90/91 pasó al Valencia B donde coincidió con José Francisco Molina. En el segundo equipo valencianista no logró continuidad, ya que jugó muy poco. A pesar de eso, se hizo con un puesto en el primer conjunto en la temporada 95/96.En un amistoso contra el Ajax, sufrió una rotura de ligamentos cruzados. Le operó el doctor Gullén y estuvo cinco meses de baja. Solo disputó 3 partidos en competición europea, Copa de la UEFA en 1996.
Debutó en Primera división el 24 de enero de 1996, en un Real Valladolid-Valencia CF (2-5) correspondiente a la jornada número 23, debido a la lesión que sufrió Andoni Zubizarreta en el calentamiento. Coincidió con Andoni Zubizarreta, Gustavo Campagnuolo, Santi Cañizares y Andrés Palop, por lo que apenas tuvo muchas ocasiones de demostrar su valía y tras pasar a ser el 3* portero del primer equipo, el jugador abandonó el club ché y marchó al Club Deportivo Tenerife de Segunda División de España en busca de más minutos. Solo estuvo una única temporada y no jugó ni un solo minuto debido al gran nivel que poseía su compañero Sergio Aragoneses. Tras su etapa fallida, fichó por el Club Deportivo Quintanar del Rey de Tercera División. Esta vez disfrutó de minutos, y tuvo muy buenas actuaciones. Tras retirarse, volvió a Valencia, esta vez como entrenador de porteros de la cantera valencianista.

## Clubes
| Club                             | País   | Año       | Partidos | Goles |
| -------------------------------- | ------ | --------- | -------- | ----- |
| Valencia CF B                    | España | 1992-1995 | 34       | 47    |
| Valencia CF                      | España | 1995-2001 | 11       | 18    |
| Club Deportivo Tenerife          | España | 2000-2001 | 0        | 0     |
| Club Deportivo Quintanar del Rey | España | 2001-2002 | ¿?       | ¿?    |

## Palmarés

### Campeonatos nacionales
| Título              | Club        | País   | Año  |
| ------------------- | ----------- | ------ | ---- |
| Copa del Rey        | Valencia CF | España | 1999 |
| Supercopa de España | Valencia CF | España | 1999 |

### Copas internacionales
| Título                    | Club        | País   | Año  |
| ------------------------- | ----------- | ------ | ---- |
| Copa Intertoto de la UEFA | Valencia CF | España | 1998 |